# 圣迈克桑 (克勒兹省)
圣迈克桑（法語：Saint-Maixant，法語發音：[sɛ̃ mɛksɑ̃]）是法国克勒兹省的一个市镇，属于欧比松区。

## 地理
圣迈克桑（45°59'37"N, 2°12'26"E）面积13.86 平方千米，位于法国新阿基坦大区克勒兹省，该省份为法国中部省份，位于法國中央高原西北部，北起安德尔省和谢尔省，西接维埃纳省，南至科雷兹省，东临多姆山省，东北与阿列省接壤。
与圣迈克桑接壤的市镇（或旧市镇、城区）包括：阿莱拉、欧比松、博罗热、尚帕尼亚、拉绍萨德、皮马尔西尼亚、圣阿芒、圣梅达尔-拉罗谢特。

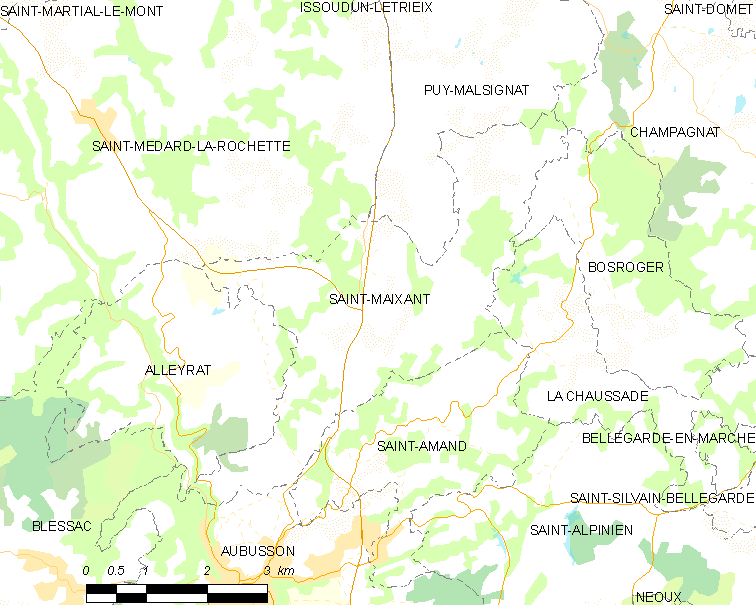
的OSM定位图

圣迈克桑的时区为UTC+01:00、UTC+02:00（夏令时）。

## 行政
圣迈克桑的邮政编码为23200，INSEE市镇编码为23210。

## 政治
圣迈克桑所属的省级选区为欧比松县。

## 人口

1962-2008年间人口变化图示

圣迈克桑于2022年1月1日时的人口数量为233人。